# 工業用防腐剤
工業用防腐剤（こうぎょうようぼうふざい）とは、防腐剤の中でも主に工業用途として使用されるものを指す。食品添加物の防腐剤とは区別される。塗料、切削油、製紙、水処理、インク、木材などに使用される。

## 概要
微生物による製品の品質低下の防止や、製造現場における微生物由来の悪臭を抑制することを目的とする。殺菌剤と異なり、一定数以下の菌数を継続的に維持することが求められる。カビを抑制する防黴剤とまとめて防腐剤と呼ぶこともある(前者はカビを、後者は細菌を抑制するものであり、厳密には異なる)。工業用防腐防黴剤（こうぎょうようぼうふぼうばいざい）、工業用保存剤とも呼ばれる。市場に出回っている工業用防腐剤は、コストや性能面で有機系が主体となっている。

## 種類
細菌、黴、酵母の全てに効果があるもの、または一部にしか効果がないもの、特定の菌には効かないものなど種類によって効果は様々である。
- イソチアゾロン系
- トリアジン
- ブロノポール
- チアベンダゾール
- ジンクピリチオン
- カルベンダジム

など

## 製造メーカー
外資を含め数十社あると考えられる。